# Сантус (футбольний клуб)
Сантус (порт. Santos Futebol Clube) — бразильський футбольний клуб з однойменного міста штату Сан-Паулу. Він був прозваний Peixe (Риба) протягом десятиріч, але зазвичай талісманом є кит. Прізвисько підкреслює, що Сантус є морським портом, тоді як всі інші великі клуби від штату Сан-Паулу розташовані всередині країни. Вболівальник «Сантуса» відомий як Santista. «Сантус» є рекордсменом з кількості забитих голів в історії футболу: більш ніж 11,500. Клуб виграв свій перший турнір штату в 1935 році, а потім знову в 1955 році.
Вони грають у повністю білій формі, з альтернативним комплектом з чорно-білими вертикальними смугами і чорними шортами. Однак, відповідно до статуту клубу, основною формою є смугасті футболки з білими шортами і білими гетрами.

## Історія
Клуб був заснований 14 квітня 1912 року, за збігом, в той же день затонув Титанік. До середини 1950-х років «Сантус» лише одного разу, в 1935 році виграв чемпіонат штату. Поява в клубі в 1955 році Пеле лише стало додатковим стимулом до формування однозначно найсильнішої команди світу почала 1960-х років.
«Сантус» виграв перший з часів Пеле міжнародний трофей — Кубок КОНМЕБОЛ у 1998 році. При тренері Вандерлея Лушембургу «Сантус» в 2002 та 2004 роках ставав чемпіоном Бразилії, а в 2003 році, також вперше з 1960-х, дійшов до фіналу Кубка Лібертадорес, де поступився Боке Хуніорс.
У 2007 році «Сантус» став чемпіоном штату Сан-Паулу, дійшов до півфіналу Кубка Лібертадорес і посів друге місце за підсумками чемпіонату Бразилії.
У 2010 році титули 1960-х років в Кубку Бразилії і Кубку Робертао були прирівняні до чемпіонських. Тим самим, «Сантус» разом з «Палмейрасом» став найтитулованішим клубом країни по числу чемпіонських титулів.

## Досягнення
- Чемпіон Бразилії:

1961, 1962, 1963, 1964, 1965, 1968, 2002, 2004
- Володар Кубка Бразилії:

2010
- Чемпіон штату: 22

1935, 1955, 1956, 1958, 1960, 1961, 1962, 1964, 1965, 1967, 1968, 1969, 1973, 1978, 1984, 2006, 2007, 2010, 2011, 2012, 2015, 2016
- Кубок Лібертадорес:

1962, 1963, 2011
- Рекопа Південної Америки:

2012
- Кубок КОНМЕБОЛ:

1998
- Міжконтинентальний кубок:

1962, 1963

## Відомі гравці
- Пеле
- Едіньйо
- Зе Роберто
- Елано Блумер
- Робінью
- Дунга
- Неймар
- Родріго Гоес
- Алекс Родріго Діас да Коста